# Neolepolepis caribensis
Neolepolepis caribensis är en insektsart som först beskrevs av Turner 1975.  Neolepolepis caribensis ingår i släktet Neolepolepis och familjen fjällstövlöss. Inga underarter finns listade i Catalogue of Life.